# Аппер-Гранд-Лагун
Аппер-Гранд-Лагун (англ. Upper Grand Lagoon) — статистически обособленная местность, расположенная в округе Бей (штат Флорида, США) с населением в 10 889 человек по статистическим данным переписи 2000 года.

## География
По данным Бюро переписи населения США статистически обособленная местность Аппер-Гранд-Лагун имеет общую площадь в 41,18 квадратных километров, из которых 21,24 кв. километров занимает земля и 19,94 кв. километров — вода. Площадь водных ресурсов округа составляет 48,42 % от всей его площади.
Статистически обособленная местность Аппер-Гранд-Лагун расположена на высоте уровня моря.

## Демография
| Год переписи        | Нас.  |  | %±    |
| ------------------- | ----- |  | ----- |
| 1980                | 3314  |  | —     |
| 1990                | 7855  |  | 137%  |
| 2000                | 10889 |  | 38,6% |
| 1980–2000 Источник: |       |  |       |

По данным переписи населения 2000 года в Аппер-Гранд-Лагун проживало 10 889 человек, 3032 семьи, насчитывалось 4615 домашних хозяйств и 5733 жилых дома. Средняя плотность населения составляла около 264,42 человек на один квадратный километр. Расовый состав населённого пункта распределился следующим образом: 93,66 % белых, 1,41 % — чёрных или афроамериканцев, 0,82 % — коренных американцев, 1,63 % — азиатов, 0,09 % — выходцев с тихоокеанских островов, 1,70 % — представителей смешанных рас, 0,68 % — других народностей. Испаноговорящие составили 2,45 % от всех жителей статистически обособленной местности.
Из 4615 домашних хозяйств в 29,3 % воспитывали детей в возрасте до 18 лет, 52,2 % представляли собой совместно проживающие супружеские пары, в 9,7 % семей женщины проживали без мужей, 34,3 % не имели семей. 27,5 % от общего числа семей на момент переписи жили самостоятельно, при этом 7,9 % составили одинокие пожилые люди в возрасте 65 лет и старше. Средний размер домашнего хозяйства составил 2,33 человек, а средний размер семьи — 2,83 человек.
Население статистически обособленной местности по возрастному диапазону по данным переписи 2000 года распределилось следующим образом: 22,7 % — жители младше 18 лет, 7,2 % — между 18 и 24 годами, 31,8 % — от 25 до 44 лет, 25,4 % — от 45 до 64 лет и 12,8 % — в возрасте 65 лет и старше. Средний возраст жителей составил 39 лет. На каждые 100 женщин в Аппер-Гранд-Лагун приходилось 105,0 мужчин, при этом на каждые сто женщин 18 лет и старше приходилось 103,6 мужчин также старше 18 лет.
Средний доход на одно домашнее хозяйство статистически обособленной местности составил 42 060 долларов США, а средний доход на одну семью — 55 000 долларов. При этом мужчины имели средний доход в 35 179 долларов США в год против 25 056 долларов среднегодового дохода у женщин. Доход на душу населения статистически обособленной местности составил 42 060 долларов в год. 7,5 % от всего числа семей в населённом пункте и 9,6 % от всей численности населения находилось на момент переписи населения за чертой бедности, при этом 14,4 % из них были моложе 18 лет и 7,0 % — в возрасте 65 лет и старше.